# 濫殺
濫殺是指沒有特定對象，隨機、任意甚至無節制地短時間在一定的地理範圍內殺戮人類或其他動物的行為。若被濫殺者為人類時，加害者會涉及國際法或各司法管轄區法律的「謀殺」、「戰爭罪」、「賠償」等責任。由於被濫殺者與加害者間無怨無仇，且被害者數量通常不只有一個個體，除了違法以外，普世認為濫殺是一種惡性重大的罪行；若被濫殺者為動物時，端視各司法管轄區保護動物的相關法律，加害者須負不同的法律責任。加害者可以是個人，也可以是組織。
舉凡恐怖攻擊事件、縱欲殺人（兇手通常為一兩人且短時間作案）、連環殺人（作案時間間隔可以很長）、校園槍擊、縱火殺人等，若有加害者隨意挑選並殺死被害人的情況時，皆視為濫殺。至於屠殺、大屠杀、種族滅絕、種族清洗通常由政府或軍隊發起。

## 詞義
- 《重編國語辭典修訂本 （页面存档备份，存于）》：「濫殺無辜：胡亂殺戮無罪的人。」
- 《元史·泰定帝紀一》：「往歲徵徭，廉訪司劾其濫殺。」
- 《明史·劉基傳》：「因請立法定制，以止濫殺。」